# After Burner
After Burner (Japans: アフターバーナー) is een computerspel dat in 1987 werd uitgebracht door Sega. Het spel kwam eerst uit als arcadespel en werd een jaar later uitgebracht voor verschillende populaire homecomputers van die tijd.

## Spel
De speler bestuurt in het spel een F-14 Tomcat en moet daarbij zo veel mogelijk vijandelijke tegenstanders neerschieten. Aan het begin van het spel stijgt het vliegtuig op vanaf een vliegdekschip, die veel overeenkomsten heeft met die uit de film Top Gun uit 1986.
In de arcadeversie heeft de speler een beperkt aantal raketten, in de Master System-versie is dit onbeperkt. Het arcadespel kwam in twee formaten: een rechtopstaande versie en een draaibare cockpitversie.

## Platforms
| Jaar | Platform                                                     |
| ---- | ------------------------------------------------------------ |
| 1987 | Arcade, SEGA Master System                                   |
| 1988 | Amiga, Amstrad CPC, Atari ST, Commodore 64, MSX, ZX Spectrum |
| 1989 | DOS, FM Towns, NES, Sharp X68000                             |
| 1994 | SEGA 32X                                                     |

## Ontvangst
Het spel werd zeer positief ontvangen in recensies. Critici prezen de details van het landschap en objecten, en de explosies.
| Beoordeeld door             | Platform      | Datum            | Score |
| --------------------------- | ------------- | ---------------- | ----- |
| Sega-16.com                 | Sega 32X      | 8 augustus 2005  | 90%   |
| SEGA-Mag (Objectif-SEGA)    | Sega 32X      | 6 augustus 2008  | 80%   |
| GamePro (USA)               | Sega 32X      | maart 1995       | 70%   |
| GamesCollection             | Master System | 30 november 2007 | 70%   |
| Your Sinclair               | ZX Spectrum   | maart 1989       | 70%   |
| neXGam                      | Master System | 2002             | 70%   |
| Computer Gaming World (CGW) | DOS           | juni 1991        | 20%   |
| Game Freaks 365             | Master System | 2005             | 19%   |
| Power Play                  | Commodore 64  | januari 1989     | 8%    |
| Power Play                  | Atari ST      | januari 1989     | 7%    |

## Opvolgers
- After Burner II (1989)
- G-LOC: Air Battle (1990)
- Strike Fighter (1991), is later hernoemd naar After Burner III voor de thuismarkt
- After Burner Climax (2006)

### Geassocieerd
- Sky Target (1995)
- Sega Strike Fighter